# Озерский (Курская область)
Озерский — посёлок в Пристенском районе Курской области России. Входит в состав городского поселения посёлок Кировский.

## География
Посёлок находится в южной части Курской области, в лесостепной зоне, в пределах юго-западной части Среднерусской возвышенности, в лесостепной зоне, к западу от автодороги 38К-027, на расстоянии примерно 1 км (по прямой) к северо-западу от посёлка городского типа Пристень, административного центра района. Абсолютная высота — 222 м над уровнем моря.
Климат
Климат характеризуется как умеренно континентальный. Среднегодовая температура составляет 5,3 °C. Средняя температура воздуха самого тёплого месяца (июля) — 18,7-20 °C (абсолютный максимум — 40 °C); самого холодного (января) — −18,6 — −18,2 °C (абсолютный минимум — −36 °C). Безморозный период длится около 151 дня в году. Среднегодовое количество атмосферных осадков составляет 533 мм. Снежный покров образуется в конце ноября и держится в течение 120—130 дней в году.
Часовой пояс
Посёлок Озерский, как и вся Курская область, находится в часовой зоне МСК (московское время). Смещение применяемого времени относительно UTC составляет +3:00.

## Население
| 2002 | 2010 | 2012 | 2013 | 2014 | 2015 | 2016 |
| ---- | ---- | ---- | ---- | ---- | ---- | ---- |
| 108  | ↘75  | ↘68  | ↘61  | ↘55  | ↘54  | ↗56  |
| 2017 | 2018 | 2019 | 2020 | 2021 |      |      |
| ↘47  | ↗50  | ↘47  | ↘45  | ↗82  |      |      |

Половой состав
По данным Всероссийской переписи населения 2010 года, в половой структуре населения женщины составляли 50,7 %,— соответственно 49,3 %.
Национальный состав
Согласно результатам переписи 2002 года, в национальной структуре населения русские составляли 92 % из 108 чел.